# Gare de Darsalamy
La gare de Darsalamy est une gare ferroviaire burkinabé de la ligne d'Abidjan à Ouagadougou, située à proximité du centre-ville de Darsalamy dans la province du Houet de la région des Hauts-Bassins. Elle est mise en service en décembre 1933 lors du prolongement de la ligne jusqu'à Bobo-Dioulasso.

## Situation ferroviaire
Établie à environ 440 mètres d'altitude, la gare de Darsalamy est située au point kilométrique (PK) 776 de la ligne d'Abidjan à Ouagadougou, entre la gare de Péni et la gare de Bobo-Dioulasso.
La gare, qui se trouve à proximité de la route nationale 7, participe au transport des marchandises et des personnes sur cet axe reliant Bobo-Dioulasso à Banfora.

## Histoire
La gare de Darsalamy, en Haute-Volta, est ouverte au trafic marchandise en décembre 1933 – puis au service complet à partir de février 1934 – à la suite de l'exploitation du tronçon allant de la gare de Banfora à celle Bobo-Dioulasso construit à partir de 1932 jusqu'en 1934. Elle est réalisée, comme la ligne ferroviaire, par le Génie militaire français.